# Landgericht Monheim

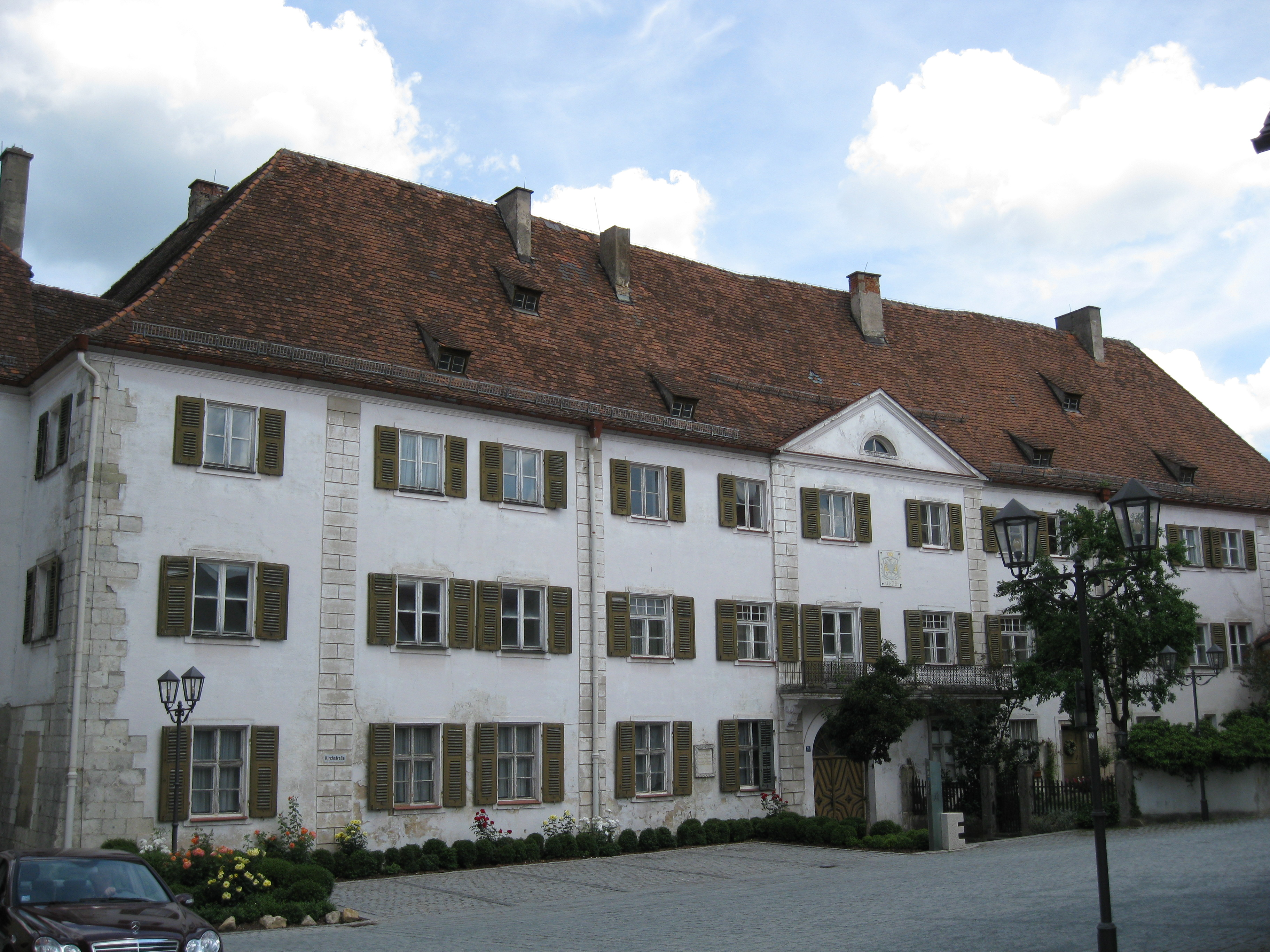
Schloss Monheim, Sitz des Landgerichts

Das Landgericht Monheim war ein von 1803 bis 1879 bestehendes bayerisches Landgericht älterer Ordnung mit Sitz in Monheim im heutigen Landkreis Donau-Ries. Das Landgericht Monheim hatte seinen Dienstsitz im Schloss Monheim, wie auch (ab 1. Oktober 1879) das Amtsgericht Monheim.

## Geschichte
Im Jahr 1803 wurde im Verlauf der Verwaltungsneugliederung Bayerns das Landgericht Monheim errichtet. Dieses kam zunächst zum Altmühlkreis. Mit dessen Auflösung im Jahr 1810 gehörte es zum Oberdonaukreis, ab 1817 zum Rezatkreis und seit 1838 zu Schwaben und Neuburg.
1818 gab es im Landgericht Monheim 20936 Einwohner, die sich auf 3974 Familien verteilten und in 3900 Anwesen wohnten. Es gab 133 Ortschaften, darunter 2 Städte, 1 Markt, 27 Pfarrdörfer, 15 Kirchdörfer, 19 Dörfer, 10 Weiler, 31 Einöden und 28 Mühlen.
Mit der neuen Gerichtseinteilung als Folge des Reichs-Gerichtsverfassungsgesetzes vom 27. Januar 1877 trat mit Wirkung vom 1. Oktober 1879 das Amtsgericht Monheim. Der Markt Rennertshofen und die Gemeinden Bertoldsheim, Erlbach, Hatzenhofen, Mauern, Rohrbach und Trugenhofen kamen in diesem Zug zum Amtsgericht Neuburg an der Donau.

## Lage
Das Landgericht Monheim grenzte im Westen an das Landgericht Nördlingen, im Nordwesten an das Stadt- und Herrschaftsgericht Oettingen, im Südwesten an das Herrschaftsgericht Harburg, im Norden an das Landgericht Heidenheim und im Osten an das Landgericht Eichstätt.

## Struktur

### Steuerdistrikte
Das Landgericht wurde in 22 Steuerdistrikte aufgeteilt, die vom Rentamt Monheim verwaltet wurden:
- Ammerfeld mit Altstetten, Asbrunn, Emskeim und Rohrbach;
- Bertoldsheim mit Erlbach;
- Daiting mit Hochfeld, Nachermühle, Natterholz, Reichertswies und Unterbuch;
- Flotzheim mit Hagenbuch, Itzing, Monheimerkreut und Nußbühl;
- Fünfstetten mit Asbacherhof, Biberhof, Heidmersbrunn, Ingershof, Lommersheim, Mittelwegerhof, Obere Beutmühle, Rothenbergerhof und Untere Beutmühle;
- Gansheim mit Boschenmühle, Burgmannshofen, Gansheimerberg, Hangermühle, Kienberg, Papiermühle, Störzelmühle und Trugenhofen;
- Graisbach mit Erlhöfe, Lechsend und Oerlhöfe;
- Huisheim mit Angermühle, Frühlingsmühle (=Untermühle), Gosheim, Haunzenmühle, Herbermühle, Katzenstein, Kriegsstatthof, Markhof, Mathesmühle, Mittelmühle, Oberschwalbmühle, Pflegermühle, Ronheim, Sonderhof, Stadelmühle, Stoffelmühle und Ziegelhof;
- Konstein mit Aicha und Wielandshöfe;
- Laub mit Amerbach, Amerbacherkreut, Eulenhof und Kronhof;
- Marxheim mit Neuhausen und Schweinspoint;
- Möhren mit Eichhof, Fuchsmühle, Gundelsheim, Lochhof, Sägmühle und Spielhof;
- Monheim mit Kölburg, Kölbenmühle, Ried, Stadtmühle und Ziegelstadl;
- Otting mit  Dattenbrunn, Erlachhöfe, Henthalhof, Waldstetten und Weilheimerbach;
- Rennertshofen mit Angermühle, Baiermühle, Bauchermühle, Gallenmühle, Goldenmühle, Hatzenhofen, Mauern, Siglohe und Treidelheim;
- Rögling mit Ensfeld, Sonderholzerhof und Spindelthal;
- Solnhofen mit Eßlingen und Hochholz;
- Tagmersheim mit Blossenau und Übersfeld;
- Weilheim mit Mauthaus, Rehau und Rothenberg;
- Wemding mit Wallfahrt;
- Wittesheim mit Liederberg und Warching;
- Wolferstadt mit Brenneisenmühle, Hagau, Rothenberg, Siebeneichhöfe, Steinbühl und Zwerchstraß.
- Bühlhof und Harthof zu Harburg.

### Ruralgemeinden
1820 gehörten 3 Munizipalgemeinden und 43 Ruralgemeinden zum Landgericht:
- Amerbach mit Amerbacherkreut;
- Ammerfeld mit Altstetten und Asbrunn;
- Bertoldsheim mit Erlbach;
- Blossenau mit Übersfeld;
- Burgmannshofen;
- Daiting mit Nachermühle;
- Emskeim;
- Ensfeld mit Sonderholzerhof;
- Eßlingen mit Hochholz;
- Flotzheim mit Hagenbuch und Monheimerkreut;
- Fünfstetten mit Obere Beutmühle und Untere Beutmühle;
- Gansheim mit Boschenmühle, Gansheimerberg, Hangermühle und Papiermühle;
- Gosheim mit Frühlingsmühle, Herbermühle, Kriegsstatthof, Lommersheim, Mathesmühle, Mittelmühle, Oberschwalbmühle, Pflegermühle, Stadelmühle und Stoffelmühle;
- Graisbach mit Erlhöfe und Lechsend;
- Gundelsheim mit Eichhof und Spielhof;
- Hagau;
- Hatzenhofen mit Baiermühle;
- Hochfeld mit Reichertswies und Unterbuch;
- Huisheim mit Angermühle, Haunzenmühle,  Katzenstein, Markhof, Mathesmühle, Ronheim, Sonderhof und Ziegelhof;
- Itzing mit Kalkofenmühle und Spitzmühle
- Kölburg mit Kölbenmühle;
- Konstein mit Aicha und Wielandshöfe;
- Laub mit Eulenhof;
- Marxheim;
- Mauern mit Siglohe und Treidelheim;
- Möhren mit Fuchsmühle, Lochhof und Sägmühle;
- Monheim mit Stadtmühle und Ziegelstadl;
- Natterholz;
- Neuhausen;
- Nußbühl mit Asbacherhof, Biberhof, Heidmersbrunn, Ingershof, Mittelwegerhof und Rothenbergerhof;
- Otting mit Dattenbrunn, Henthalhof und Weilheimerbach;
- Rehau mit Mauthaus;
- Ried;
- Rennertshofen mit Angermühle, Bauchermühle, Gallenmühle und Goldenmühle;
- Rögling mit  und Spindelthal;
- Rohrbach;
- Schweinspoint;
- Solnhofen;
- Tagmersheim;
- Trugenhofen mit Dünsberg, Kienberg und Störzelmühle;
- Warching;
- Weilheim mit Rothenberg;
- Wemding mit Wallfahrt;
- Wittesheim mit Liederberg;
- Wolferstadt mit Erlachhöfe, Steinbühl und Waldstetten;
- Zwerchstraß mit Brenneisenmühle, Rothenberg und Siebeneichhöfe.

Die Gemeinden Amerbach, Fünfstetten, Gosheim, Hagau, Huisheim, Laub, Nußbühl, Otting, Wemding, Wolferstadt und Zwerchstraß wurden dem 1834 neu gebildetem Landgericht Wemding überwiesen. Sie fielen außer Amerbach und Laub mit dessen Auflösung im Jahr 1862 wieder heim.
Die Gemeinden Eßlingen und Solnhofen wurden nach 1846 dem Landgericht Pappenheim einverleibt.
Konstein wurde am 1. Oktober 1857 ans Landgericht Eichstätt abgegeben.